# Frontera entre Bèlgica i Luxemburg
La frontera entre Bèlgica i Luxemburg es la frontera internacional entre Bèlgica i els Luxemburg, estats membres de la Unió Europea i de l'Espai Schengen. Separa les províncies belgues de Luxemburg i Lieja (inclosa part de la Comunitat Germanòfona de Bèlgica) dels districtes luxemburguesos de Diekirch i Luxemburg.

## Traçat
El traçat comença al trifini entre Bèlgica, França i Luxemburg (situat als municipis d'Aubange, Pétange i Mont-Saint-Martin i finalitzen a el trifini de Bèlgica, Luxemburg i Alemanya, situat als municipis de Burg-Reuland, Clervaux i Sevenig.

Evolució històrica de Luxemburg 1659-1839

Aquesta frontera està marcada per 507 fites, d'elles 286 de ferro colat, amb un nombre i l'escut d'armes d'ambdós països. De fet, hi ha 287 fites de ferro, de les quals 2 amb el número 1, un per a Bèlgica i l'altre per al Gran Ducat de Luxemburg, separades per 3 metres. Aquestes fites són recognoscibles per la seva punta i són gairebé idèntiques a les de la frontera entre Bèlgica i els Països Baixos. Moltes fites són perforades per bales, magranes i obussos, testimonis dels dos conflictes mundials (sobretot de la batalla de les Ardenes durant la Segona Guerra Mundial).

## Història
La frontera va sorgir arran de la independència de Bèlgica dels Països Baixos en 1831. El Gran Ducat de Luxemburg, tractat com una simple província pel rei gran duc Guillem I d'Orange-Nassau malgrat el seu Estatut d'estat membre de la Confederació Germànica, havia pres part majoritàriament per la revolució belga i el liberalisme que prometia, i només la fortalesa de Luxemburg, en la que estava estacionada una guarnició prussiana, va escapar del control de les noves autoritats belgues o pro-belgues. Però el 1831, la Conferència de Londres va decidir repartir Luxemburg entre el seu «propietari», el rei Gran-Duc i el nou Estat belga: és el Tractat dels articles XXIV, que dona a Bèlgica part de Luxemburg (a més de la regió d'Arlon (l'Arelerland)), però del dialecte fràncic occidental (mig-altalemany), això per treure del control de la confederació germànica el camí que va de Longwy (F) passant per Arlon i Martelange per anar després cap a Bastogne, ja sigui a Lieja o Brussel·les. Aquest tractat no va ser aplicat fins 1839. Segons Jean Stengers, aquest és la primera línia fronterera traçada segons el principi de les nacionalitats (llengües, de fet), tot i que aquest principi no s'ha respectat sobre la totalitat del traçat de la frontera. Els diplomàtics austríac i prussià van voler incloure a la confederació germànica territoris habitats per poblacions de parla alemanya (en sentit ampli).
Després de l'annexió per part de Bèlgica de cantons de l'Est en poder de Prússia, en virtut del tractat de Versalles (1919), la frontera entre Bèlgica i Luxemburg al nord del Gran Ducat es materialitza sobre el terreny per fites de pedra, numerades del 52 al 75 als Cantons de l'Est. Totes les fites abans esmentades formen, des de la seva implantació, la frontera del Gran Ducat amb la província de Luxemburg i amb els cantons de l'Est (província de Lieja) a Bèlgica.

## Galeria

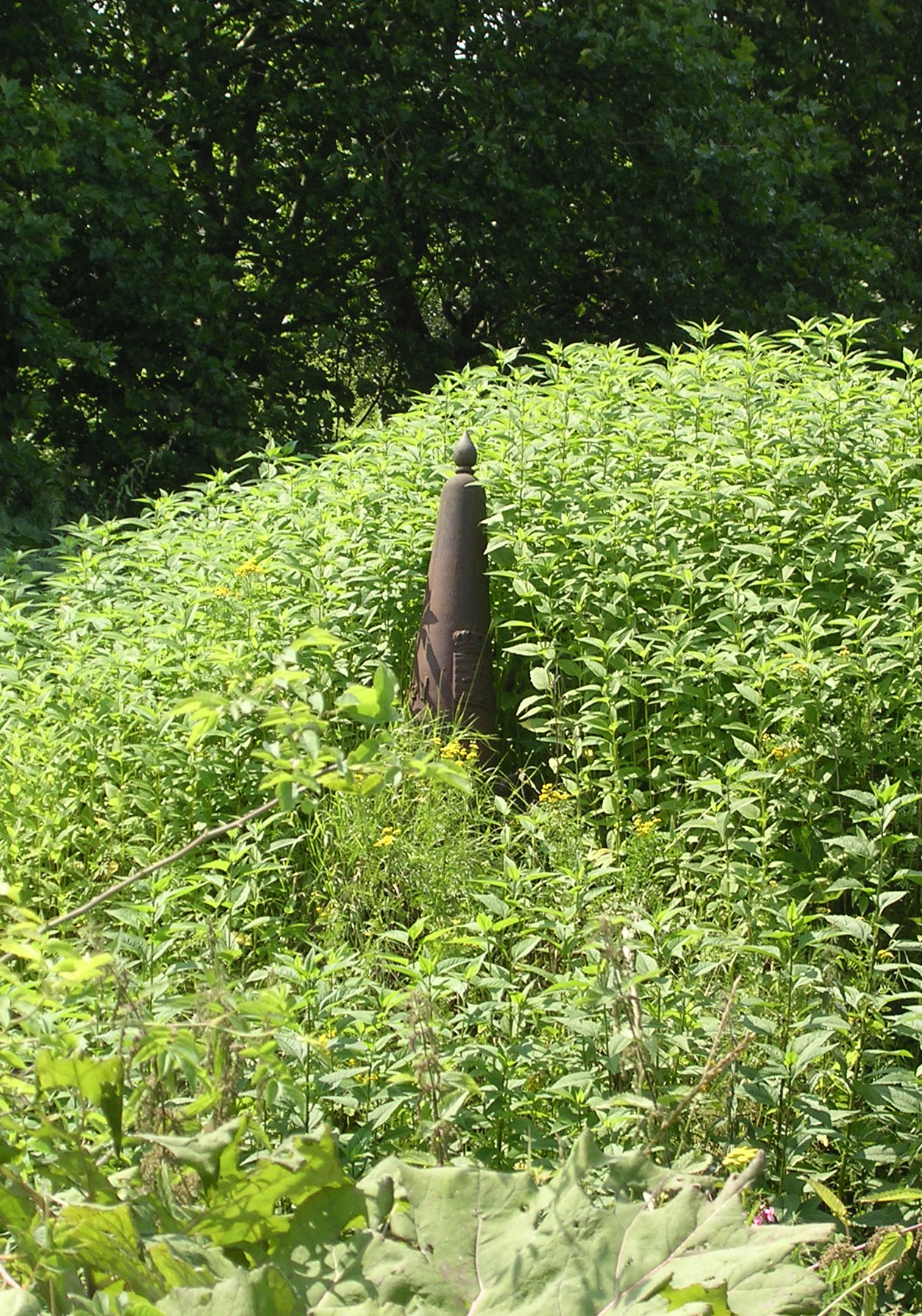
Tres fronteres: Bèlgica-França-Luxemburg (fita n. 1 en ferro colat)
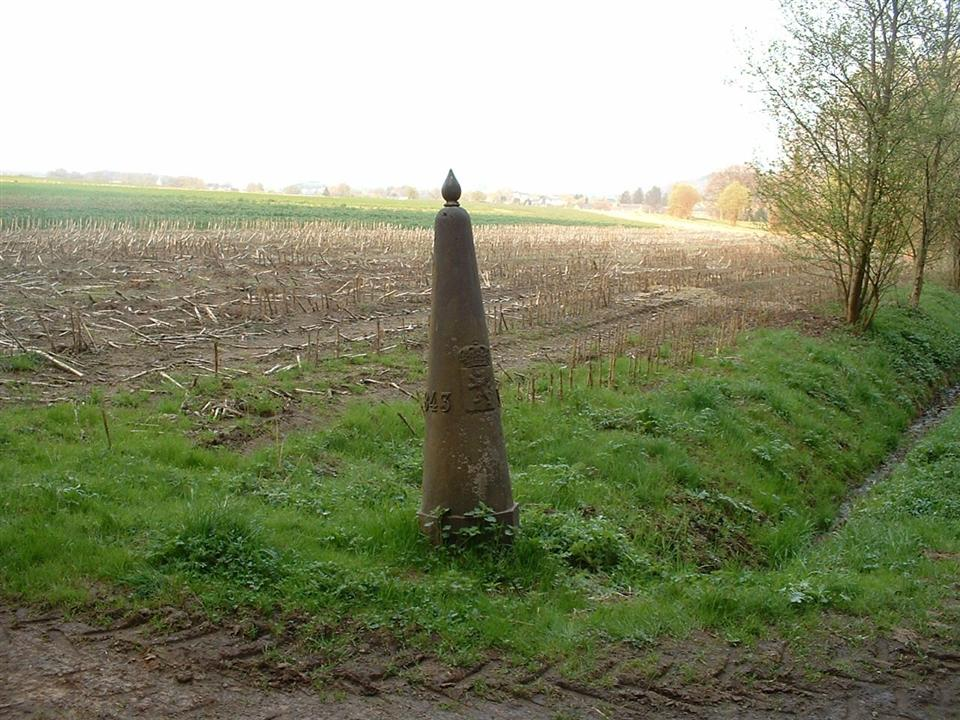
Fita n. 121 entre Oberpallen i Tontelange
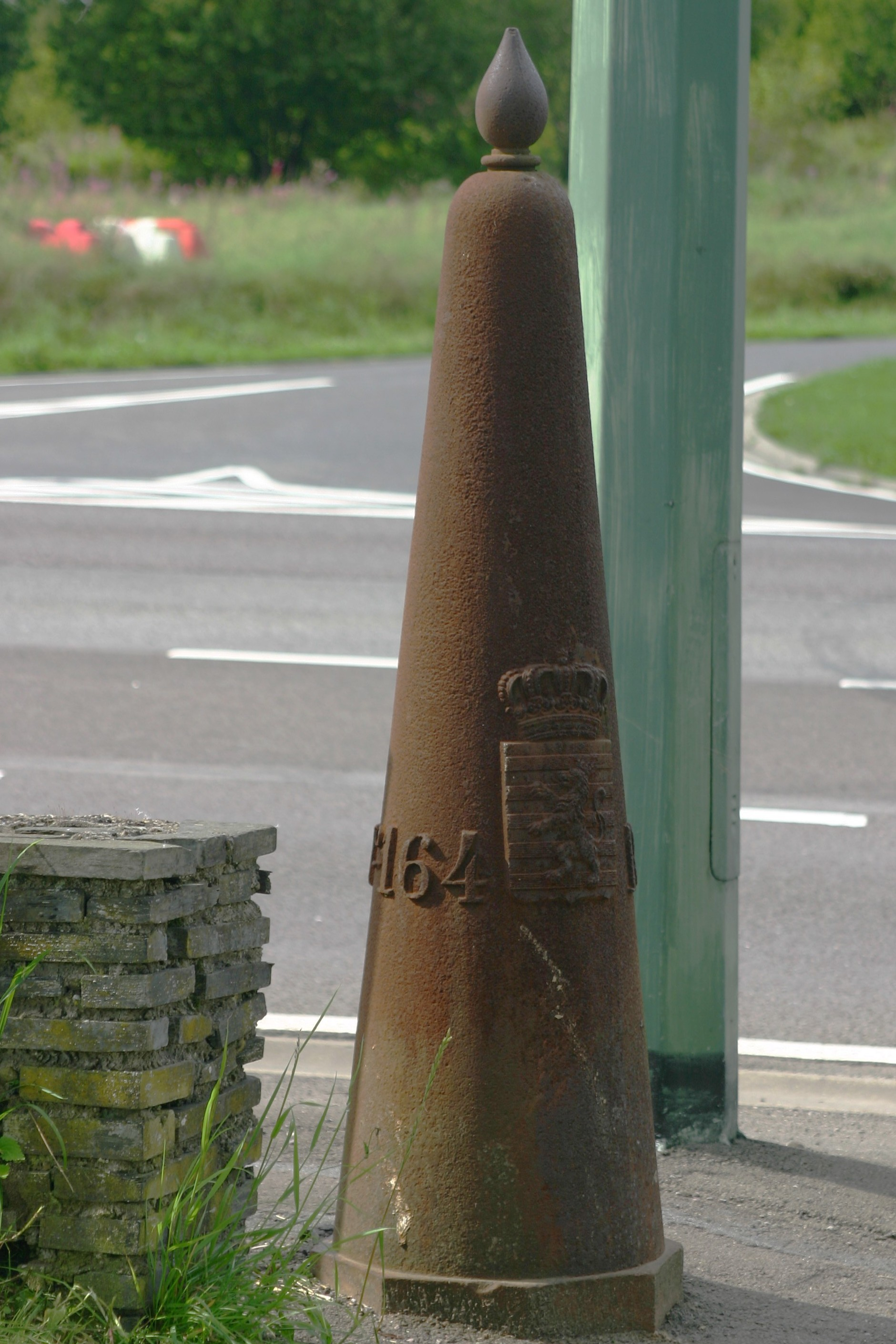
Fita n. 164
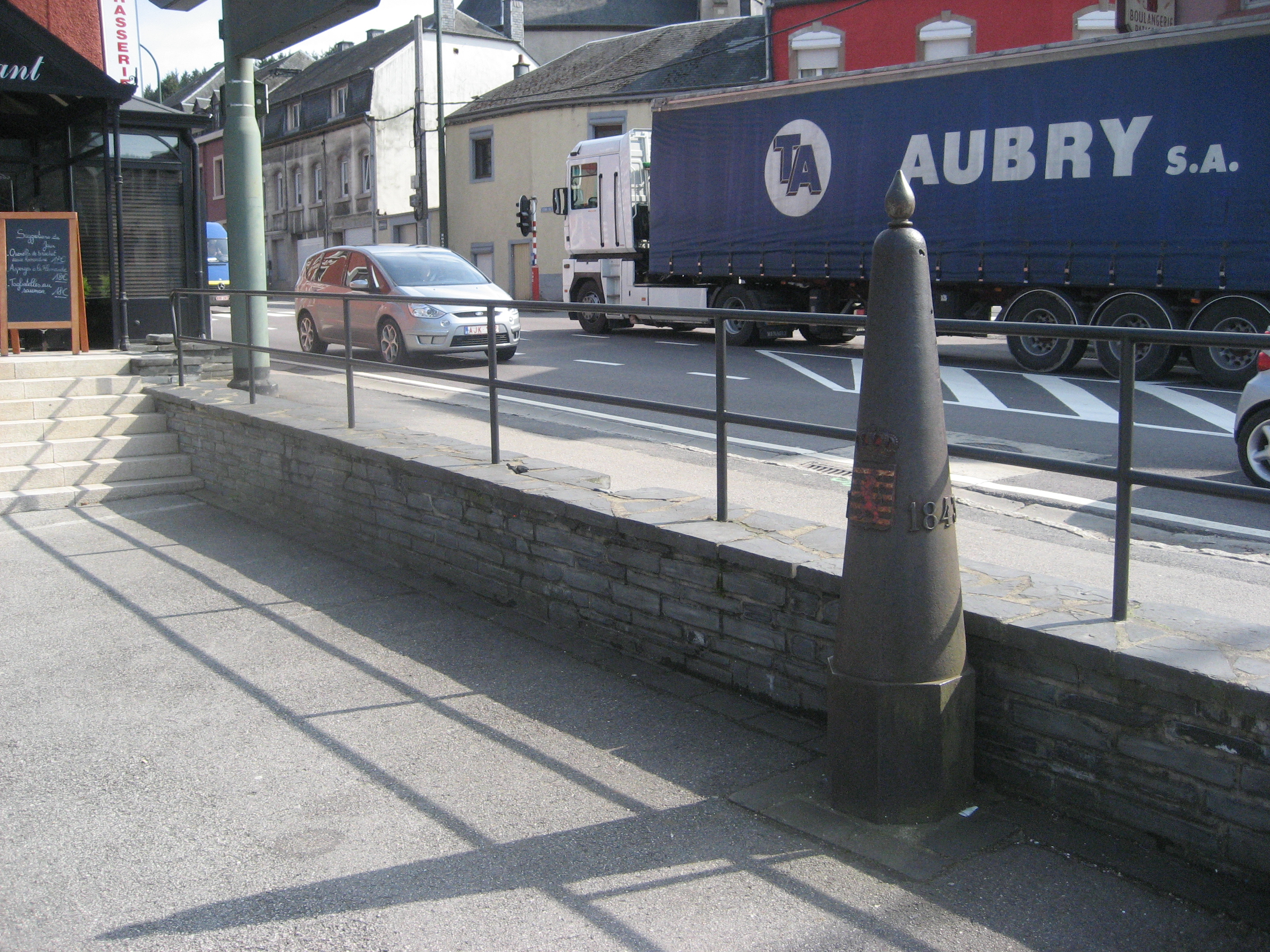
Martelange
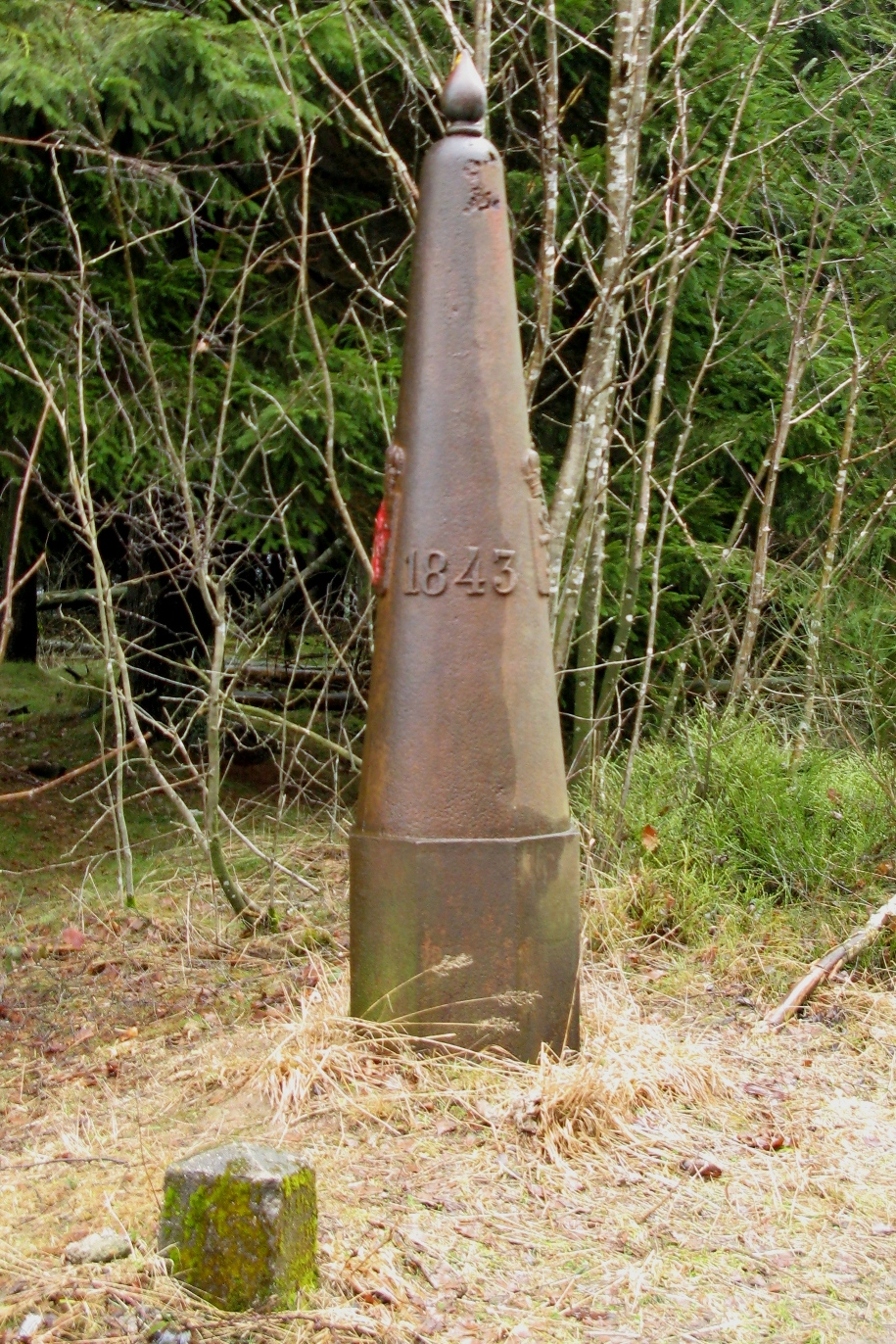
Fita n. 284
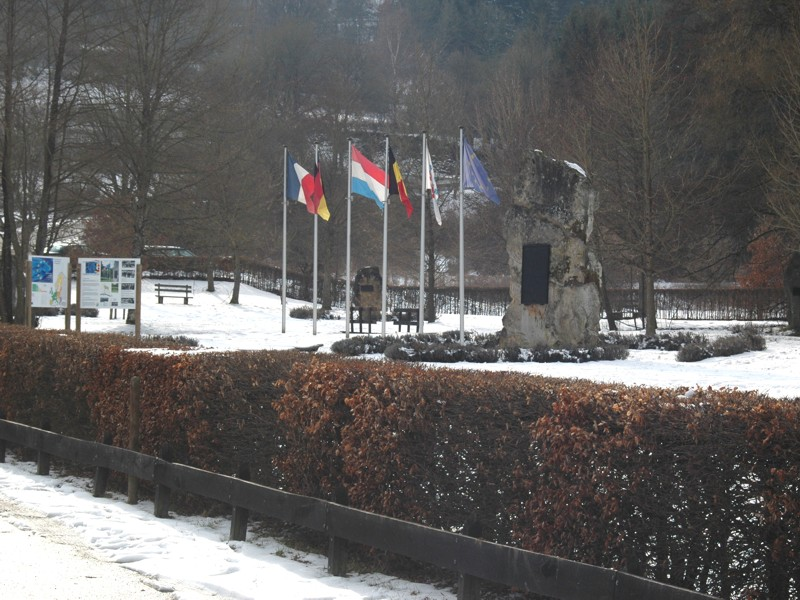
Tres fronteres: Alemanya-Luxemburg-Bèlgica (fita n. 52 en pedra)